# 科達馬縣
科達馬縣是印度的一個縣，位於該國東部，由賈坎德邦負責管轄，面積1,500平方公里，識字率為68.35%，2011年人口717,169，人口在2001至2011年期間增長32.59%，人口密度每平方公里478人。

## 外部連結
- Official government website （页面存档备份，存于）
- List of places in Koderma

24°28′12″N 85°35′24″E / 24.47000°N 85.59000°E